# Volker Bednara
Volker Bednara (* 20. Mai 1945 in Seifhennersdorf) ist ein deutscher ehemaliger Oberst der Nationalen Volksarmee. Er war von 1987 bis 1990 Kommandeur der 7. Panzerdivision (NVA).

## Leben
Volker Bednara wurde am 20. Mai 1945 in Seifhennersdorf geboren. Die Erweiterte Oberschule schloss er 1963 mit dem Abitur ab.
Nach dem Eintritt in die Nationale Volksarmee (NVA) durchlief er die militärische Grundausbildung und begann im September 1963 ein Studium an der Offiziershochschule der Landstreitkräfte der NVA in Löbau, das er in der Fachrichtung Mot.-Schützenkommandeure mit der Ernennung zum ersten Offiziersdienstgrad 1966 abschloss. Im letzten Studienjahr 1965 trat er in die SED ein.
Im Herbst 1966 wurde Bednara in seine erste Offiziersdienststellung als Zugführer in der Mot.-Schützenkompanie des Panzerregimentes 16  am Standort Großenhain eingesetzt. Von 1968 bis 1970 führte er diese Einheit als Kompaniechef.
Von 1970 bis 1972 eignete sich Bednara in Vorbereitung auf ein Auslandsstudium im Stab der 7. Panzerdivision (7. PD) in Dresden erste Erfahrungen in der Stabsarbeit an.
Von 1972 bis 1976 absolvierte Volker Bednara, nach einem Vorbereitungsjahr in der UdSSR, das dreijährige Direktstudium für Truppenkommandeure der operativ-taktischen Führungsebene an der sowjetischen Militärakademie M. W. Frunse in Moskau, das er als Diplom-Militärwissenschaftler (Dipl.-Mil.) 1976 abschloss.
Anschließend setzte Bednara seinen Truppendienst in der 7. Panzerdivision in verschiedenen Verwendungen im Mot.-Schützenregiment 7 (Standort Marienberg) fort: als Stellvertreter des Kommandeurs und Stabschef MSR-7 (1975–1978) sowie als dessen Regimentskommandeur (1979–1982).
1982 wurde er in die Funktion als Stellvertreter des Kommandeurs für Ausbildung der  11. Mot.-Schützendivision (11. MSD) eingesetzt – Standort des Stabes in Halle (Saale).
Von 1984 bis 1986 erhielt Bednara mit dem Studium an der Militärakademie des Generalstabes der Streitkräfte der UdSSR in Moskau eine operativ-strategische Kommandeursausbildung, die er 1986 mit dem Diplom abschloss.
Nach einjährigem Einsatz als Stellvertreter des Kommandeurs und Stabschef der 7. Panzerdivision wurde Bednara ab 1. Oktober 1987 als deren Divisionskommandeur eingesetzt.
Nachdem am 2./3. Oktober 1990 die 7. PD der Nationalen Volksarmee in den Bereich des Befehlshabers Bundeswehrkommando Ost eingegliedert war, wurde Volker Bednara vorläufig in der Bundeswehr weiterverwendet. In dieser Funktion übergab er im Zuge der Herstellung der Einheit Deutschlands nach dem 2. Oktober 1990 gemeinsam mit den ihm unterstellten Kommandeuren und Stabsoffizieren den Großverband an die Bundeswehr.
Am 31. Dezember 1990 wurde Bednara aus dem Dienstverhältnis entlassen und war von 1991 bis 2002 in einem Logistikunternehmen als Geschäftsführer tätig.

## Auszeichnungen
- Kampforden „Für Verdienste um Volk und Vaterland“ in Silber (1989).[1]